# Estadio municipal José Copete
El estadio municipal José Copete es un estadio de fútbol de césped artificial de propiedad municipal situado en la ciudad española de Albacete. Está localizado en la avenida de La Mancha, dentro del barrio Universidad de la capital albaceteña.
Fue inaugurado en 2002. Cuenta con capacidad para 3000 espectadores. En él disputan sus encuentros como local varios clubes de la ciudad como el C. D. Albacer y el Club de Fútbol Femenino Albacete.
Además de su función como estadio de fútbol, el José Copete también es destinado a la celebración de conciertos. Entre los grupos que han actuado en este estadio de la ciudad se encuentran El Barrio o Extremoduro.
Lleva el nombre de José Copete en honor del empresario albaceteño impulsor del fútbol base en la capital, creador del club Escuela de Fútbol de Albacete. Se trata del antiguo campo de fútbol de la Federación en Albacete, rehabilitado a principios del siglo XXI.
El Estadio Municipal José Copete, ubicado en el cruce de la avenida de España y la avenida de La Mancha, fue el lugar elegido por el Ayuntamiento de Albacete en marzo de 2021 para la construcción del palacio de deportes Albacete Arena, que, según las primeras estimaciones, contará con capacidad para unas 6000 personas. El José Copete será trasladado a una nueva ciudad deportiva que se edificará en la capital.